# Skæring af Tagrør med Segl. Sæd ved Tønder
|  | Denne artikel er oprettet af botten Steenthbot ud fra en ekstern database. Den kan derfor have sproglige fejl eller mangler. Denne skabelon kan fjernes efter kontrol af indholdet. |

Skæring af Tagrør med Segl. Sæd ved Tønder er en dansk dokumentarisk optagelse fra 1929.

## Handling
Gårdejer Lorenzen i Sæd ved Tønder demonstrerer, hvordan man skærer tagrør med et segl. Men rørene er for korte på grund af årstiden. Optagelserne er dateret 22. juni 1929.